# Bóng đá tại Đại hội Thể thao Bán đảo Đông Nam Á 1959

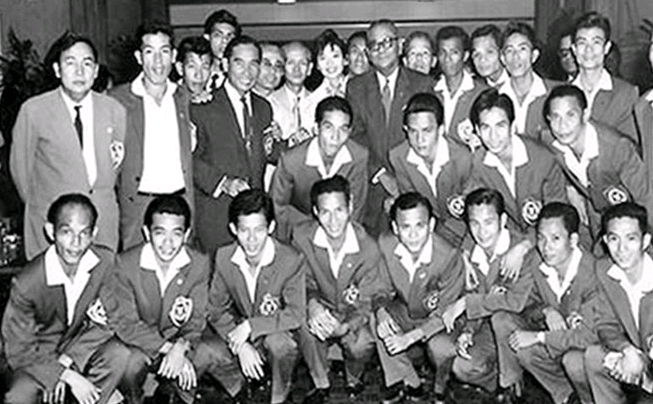
Các thành viên của đội tuyển bóng đá Việt Nam Cộng Hòa giành được chiếc huy chương vàng tại SEAP Games 1959 ở Băng Cốc, Thái Lan.

Giải bóng đá tại Đại hội Thể thao Bán đảo Đông Nam Á 1959 diễn ra từ ngày 13 đến ngày 17 tháng 12 năm 1959 tại Băng Cốc, Thái Lan.

## Địa điểm thi đấu
- Sân vận động Quốc gia, Bangkok

## Giải đấu

### Vòng bảng
Bốn đội tuyển đấu vòng tròn 1 lượt chọn 2 đội xếp đầu vào chung kết.
|  | Đội bóng đi tiếp vào vòng chung kết |

| Đội               | ST | T | H | B | BT | BB | HS | Đ |
| ----------------- | -- | - | - | - | -- | -- | -- | - |
| Việt Nam Cộng hòa | 3  | 2 | 0 | 1 | 8  | 2  | +6 | 4 |
| Thái Lan          | 3  | 2 | 0 | 1 | 8  | 7  | +1 | 4 |
| Mã Lai            | 3  | 2 | 0 | 1 | 5  | 5  | 0  | 4 |
| Miến Điện         | 3  | 0 | 0 | 3 | 3  | 10 | -7 | 0 |

| Mã Lai | 2–1 | Miến Điện |
| ------ | --- | --------- |
|        |     |           |

| Việt Nam Cộng hòa | 4–0 | Thái Lan |
| ----------------- | --- | -------- |
|                   |     |          |

| Việt Nam Cộng hòa | 3–0 | Miến Điện |
| ----------------- | --- | --------- |
|                   |     |           |

| Thái Lan | 3–1 | Mã Lai |
| -------- | --- | ------ |
|          |     |        |

| Mã Lai | 2–1 | Việt Nam Cộng hòa |
| ------ | --- | ----------------- |
|        |     |                   |

| Thái Lan | 5–2 | Miến Điện |
| -------- | --- | --------- |
|          |     |           |

#### Tranh huy chương vàng
| Việt Nam Cộng hòa                                                       | 3–1 | Thái Lan    |
| ----------------------------------------------------------------------- | --- | ----------- |
| Đỗ Thới Vinh 21' · Đỗ Quang Thách 40–45' · Lê Văn Tỉ? · Hà Tam? hiệp 2' |     | Sunthan 31' |

## Bảng xếp hạng chung cuộc
| VT | Đội               | ST | T | H | B | BT | BB | HS | Đ | Kết quả cuối cùng |
| -- | ----------------- | -- | - | - | - | -- | -- | -- | - | ----------------- |
| 1  | Việt Nam Cộng hòa | 4  | 3 | 0 | 1 | 11 | 3  | +8 | 6 | Huy chuơng vàng   |
| 2  | Thái Lan (H)      | 4  | 2 | 0 | 2 | 9  | 10 | −1 | 4 | Huy chuơng bạc    |
| 3  | Mã Lai            | 3  | 2 | 0 | 1 | 5  | 5  | 0  | 4 | Huy chuơng đồng   |
| 4  | Miến Điện         | 3  | 0 | 0 | 3 | 3  | 10 | −7 | 0 | Hạng tư           |

## Danh sách huy chương
| Vô địch Bóng đá nam SEAP Games 1959 Việt Nam Cộng hòa Lần đầu tiên |

| Nội dung    | Vàng | Bạc | Đồng |
| ----------- | --- | --- | --- |
| Bóng đá nam | Việt Nam Cộng hòa · Phạm Văn Rạng · Trần Văn Nhung · Nguyễn Văn Cụt · Lê Văn Hồ · Lâm Văn Bôn · Đỗ Thới Vinh · Trần Văn Côn · Trần Văn Đực · Lê Văn Tỉ · Nguyễn Ngọc Thanh · Phạm Văn Hiếu · Trấn Bá Tỷ · Nguyễn Văn Tư · Hà Tam · Đỗ Quang Thách · Lý Văn Rỏn · Nguyễn Văn Còn | Thái Lan · Anurat Nakorn · Chalor Satayalaksana · Kasem Narongdej · Prathet Sutabutra · Prem Srichakra · Suchata Mutugun · Suphot Phanich · Vichit Yamboonruang · Vichai Ratanakironavara · Sunthan Suriyakham · Anusit Suwananetr · Samruay Chaiyonk · Chockchai Suvaree · Dhamanoon Nakvilai · Bamphen Luttimont · Prasan Suwanasith · Sawang Changchin · Sukit Chitranukroh · Suraphol Chaichareon · Wanchai Suvaree · Visutr Neeladanuvongs | Malaysia · Sexton Lourdes Doss · Ng Mun Keai · Cheah Cheng Kok · Tang Choong Hing · R. Anthony · M. Joseph · Abdul Ghani bin Minhat · P.A. Gunasegaram · Ng Boon Bee · Yusoff Bakar · Ahmad Nazari · Mok Wai Hoong · Edwin Dutton · Wong Kam Seng · Arthur Koh · Robert Choe · S. Govindaraju · Stanley Gabriel |

Chú thích: Không có trận tranh huy chương đồng. Không rõ đội tuyển Malaysia có được nhận huy chương đồng không. Trong bức ảnh chụp lễ trao giải, có 3 người nhưng chỉ xác định được 2 cầu thủ của Việt Nam Cộng Hòa và Thái Lan, người còn lại không rõ danh tính.